# Colimes (kanton)
Colimes – kanton w prowincji Guayas, w Ekwadorze. Stolicą kantonu jest Colimes.